# Чоголиза
Чоголиза (англ. Chogolisa, Bride Peak, урду چھوغو لیسا‎, з.-пандж. چوگولیزا) — вершина высотой 7665 метров над уровнем моря в хребте Машербрум в истоках ледника Балторо, Каракорум. Расположена в непосредственной близости с восьмитысячниками: Чогори (8611), Гашербрум (8068), Броуд-пик (8047). 36-я по высоте вершина в мире.

## География
Расположена в хребте Машербрум в истоках ледника Балторо (Concordia region) в соседстве с высочайшими вершинами мира, в 15 километрах от массива Гашербрума. Высота 7665 метров — 36 в мире, 14 в Каракоруме. В массиве Чоголизы основными являются две вершины:
высочайшая — Чоголиза I (7665 метра) — венчает юго-западную стену; вторая по высоте — Чоголиза II (7654 метра) — находится в северо-восточной части массива, с 1892 года носит название Брайд Пик (Bride Peak) с легкой руки Мартина Конвея.

## История восхождений
В 1909 году участники экспедиции под руководством герцога Абруцци сделали первую попытку восхождения на вершину, достигнув высоты 7498 метров. Базовый лагерь располагался с северной стороны массива, промежуточный лагерь из которого стартовала группа восходителей на седле Чоголизы на высоте 6335 метров. Непогода остановила альпинистов, не позволив им набрать оставшиеся 300 метров до вершины, тем не менее достигнутая высота стала рекордной для того времени.
Герман Буль и Курт Димбергер сделали попытку восхождения на вершину в 1957 году сразу после успешного первовосхождения на Броуд Пик. 25 июля они покинули лагерь 1 и поставили лагерь на седле Юго-западного гребня на высоте 6706 метров. Плохая погода вынудила их отступить. 27 июля вместе с карнизом в пропасть сорвался Герман Буль. Его тело так и не было найдено.
В 1958 году участники японской экспедиции Киотского университета под руководством Т. Кавабара (T. Kawabara) — М. Фуджихира (M. Fujihira) и К. Хирай (K. Hirai) — достигли вершины Чоголизы II.
Первовосхождение на вершину Чоголизы I было совершено 2 августа 1975 года участниками австрийской экспедиции под руководством Эдуарда Коблмюллера Фредом Пресслом (Fred Pressl) и Густавом Аммером (Gustav Ammerer). Причем руководитель экспедиции попал в ту же ситуацию, что и Герман Буль, сорвавшись вместе с карнизом на восхождении. К счастью, он был пристрахован веревкой и был спасен.